# Alexandru Tzigara-Samurcaș
Alexandru Tzigara-Samurcaș (prononciation roumaine : [alekˈsandru t͡siˈɡara samurˈkaʃ], aussi connu sous le nom de Al. Tzigara, Tzigara-Sumurcaș, Tzigara-Samurcash, Tzigara-Samurkasch ou Țigara-Samurcaș, né le 4 avril 1872 à Bucarest et mort le 30 avril 1952, est un historien de l'art, ethnographe, muséologue, photographe et journaliste culturel roumain, également connu pour ses actions en faveur de la conservation de l'art, comme préfet de police de Bucarest et comme pionnier de la radiodiffusion.
Membre de la société littéraire Junimea, il a occupé des postes à l'École nationale des beaux-arts, à l'université de Bucarest et enfin à l'université de Cernăuți. Dans sa jeunesse, il a été secrétaire de Carol Ier, roi de Roumanie. Proche de la famille royale, il a également été à la tête de la Fondation académique Carol Ier, où il a constitué une importante collection de plaques photographiques. Il s'est fait connaître en 1906 en fondant le Musée national, noyau de l'actuel Musée du Paysan roumain, et a également participé à l'organisation et à la préservation du fonds artistique Theodor Aman. Il est ainsi considéré comme le fondateur de la muséographie roumaine.
Pendant la Première Guerre mondiale, il suscite l'ire de l'opinion publique roumaine en acceptant de servir dans une administration fantoche mise en place par les puissances centrales. Bien que sa conduite a été considérée comme bénigne par le gouvernement légitime, elle lui a valu des accusations de collaborationnisme de la part du monde universitaire et a aggravé le conflit qui l'opposait depuis longtemps à l'historien Nicolae Iorga. Tzigara n'a pas pu progresser dans sa carrière universitaire pendant l'entre-deux-guerres, mais il a compensé cette mésaventure par d'autres réalisations : il a été délégué à plusieurs expositions mondiales, le tout premier conférencier du personnel de Radio Roumanie, le rédacteur en chef du magazine Convorbiri Literare et, peu avant sa retraite, un membre correspondant de l'Académie. Les années qui ont suivi la Seconde Guerre mondiale se sont déroulées dans l'obscurité, en raison de son incompatibilité idéologique avec le régime communiste roumain.

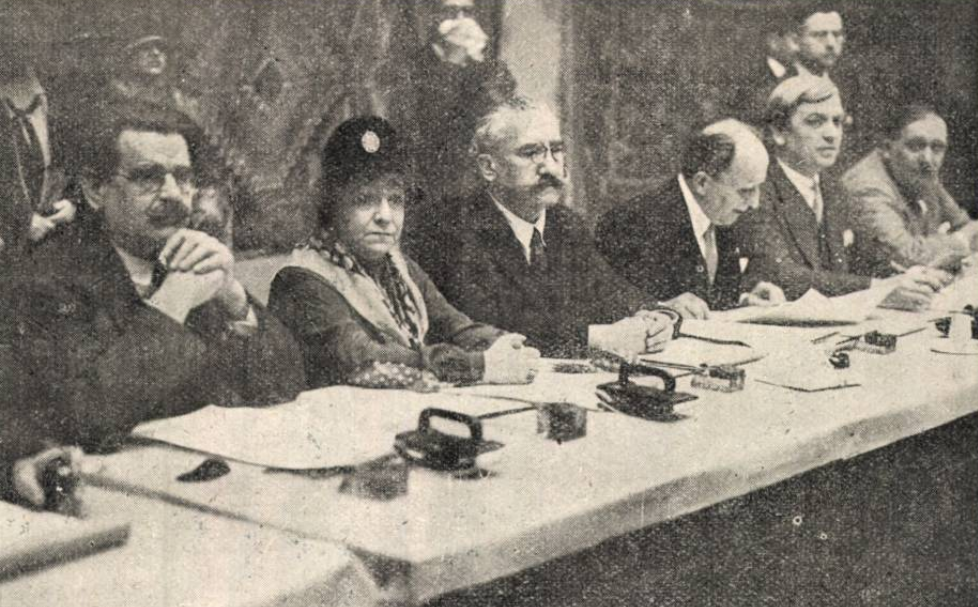
1er Jury de Miss Roumanie, 1929, 4e en partant de la gauche.
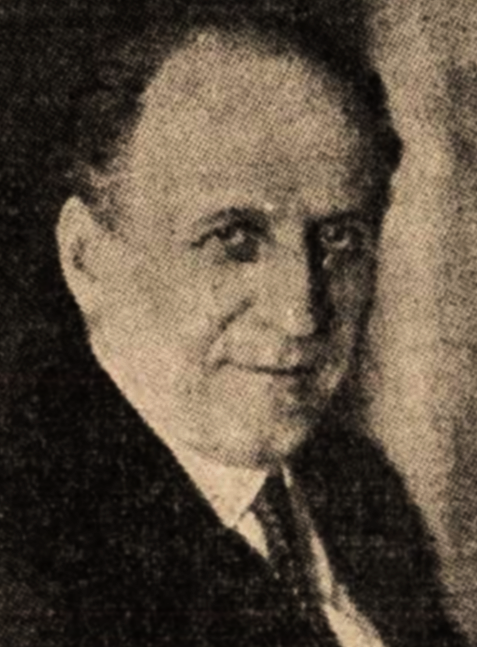
En 1936.
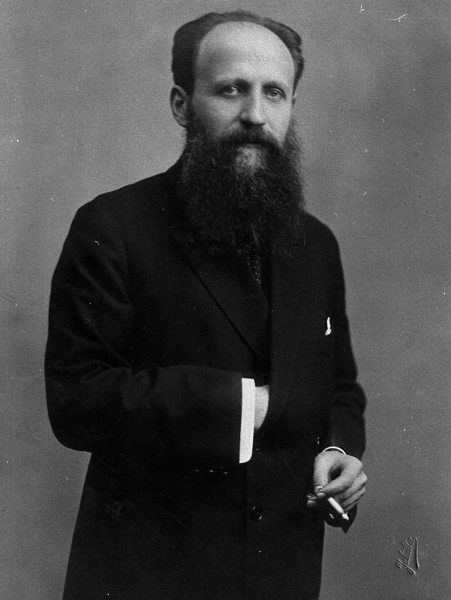
Portrait, date inconnue.